# 壁画里的故事
《壁画里的故事》 是上海美术电影制片厂制作的一部水墨动画片，该动画片根据安徽邳县农民的三幅墙壁画改编而成。于1959年上映，描述了农民抗击自然灾害，获得农业丰收的故事。

## 剧情简介
影片讲述某年大旱，农民们在山上凿井修渠抗旱，并在山腰留下：“我们不靠玉皇，我们不靠龙王。我们就是玉皇，我们就是龙王。”的打油诗。太阳看了念给乌云听，乌云觉得不以为然。正在此时人们真的从山上凿出水来，开始抗旱。乌云看了很不服气，决定教训教训这群无知的农民。于是乌云带着狂风暴雨席卷而来，农民们在趁机抗旱的同时修筑水库蓄水，开凿水渠灌溉，并修筑水坝发电。乌云无计可施，筋疲力竭，最后被驱散，逃到黄风处诉苦。黄风决定帮乌云出头，于是带着风沙向农田袭来。经过一番對抗，结果黄风被防风林制服，最后黄风带着乌云灰溜溜的逃走了。
影片创作者将农民画的朴实感、稚气味、人物造型夸张等特点，运用动画中，使景色和画面协调统一。該片通过对农民利用水力发电、灌溉；用风磨磨面、种防护林對抗风沙、修筑堤坝抵御洪灾等画面，寓意出「人定胜天的大无畏精神」。